# 聖克利門蒂島
32°54′N 118°30′W / 32.900°N 118.500°W

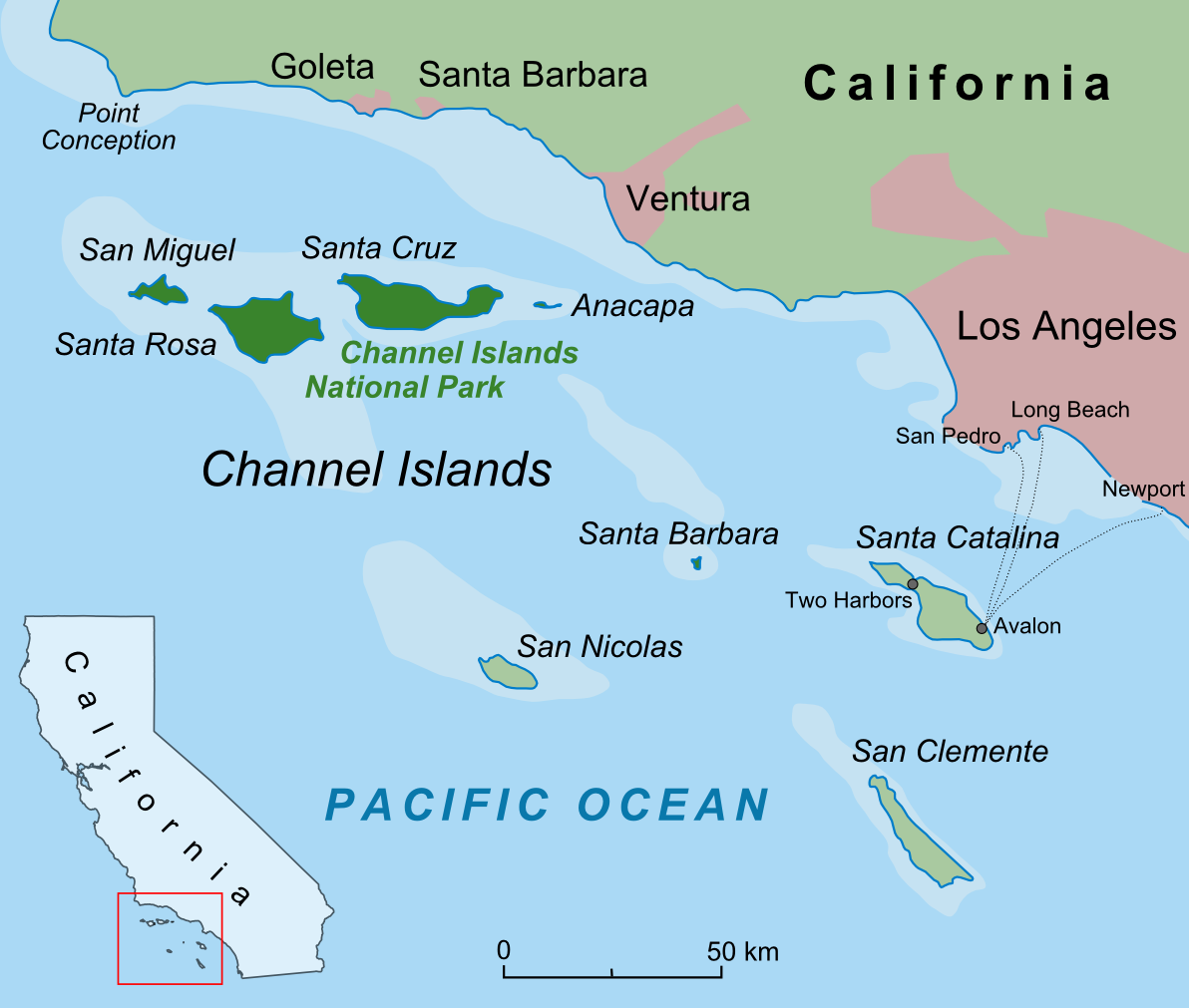

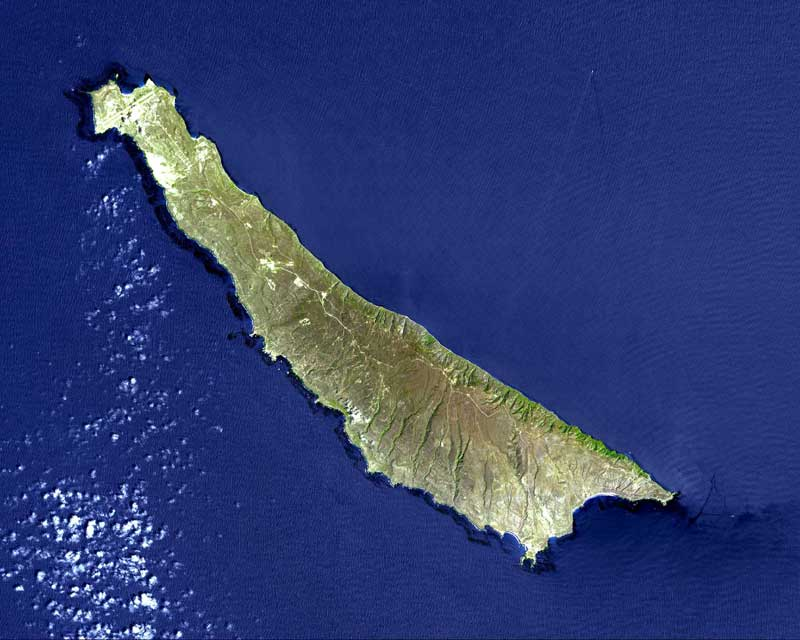

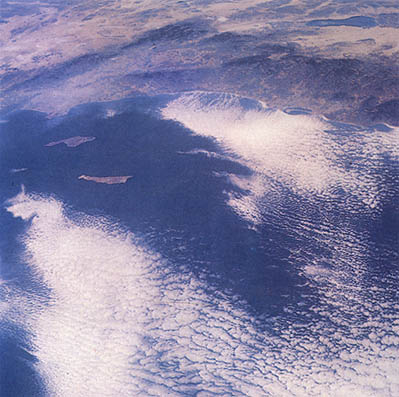

聖克利門蒂島（San Clemente Island）是美國的島嶼，屬於海峽群島的一部分，由洛杉磯縣負責管轄、美國海軍使用，長39公里，面積147.13平方公里，最高點海拔高度599米，島上無人居住。

## 外部連結
- San Clemente Island （页面存档备份，存于）
- San Clemente Loggerhead Shrike
- Rocket launches at San Clemente